# Jay Triano
Jay Triano (Tillsonburg, Ontario; 21 de septiembre de 1958) es un exjugador profesional de baloncesto canadiense y actual entrenador asistente de los Sacramento Kings de la NBA. Triano ganó reconocimiento como el entrenador del primer equipo de la selección de Canadá. También jugó con el equipo canadiense a partir del 1978, participando en dos Juegos Olímpicos. 

## Trayectoria

### Jugador
Como estudiante en la Universidad Simon Fraser, Triano rompió o igualó once récords, incluyendo poseer la mayor cantidad de puntos en una carrera con 2,616. Fue drafteado en la octava ronda del Draft de la NBA de 1981 por Los Angeles Lakers pero nunca jugó en la NBA. El mismo año también fue drafteado por los Calgary Stampeders en la sexta ronda del draft de la Canadian Football League, equipo de fútbol americano.
Triano fue jugador de su selección nacional desde 1978 hasta 1988, fue capitán del equipo desde 1981 hasta 1988 y jugó en los Juegos Olímpicos de 1984 y 1988. Llevó al equipo canadiense al oro en los Universiadas de 1983 en Edmonton, Alberta. Jugó tres temporadas de baloncesto profesional, dos en México y una (temporada 1985–86 para el Fenerbahçe Istanbul) en Turquía.

### Entrenador
Tras retirarse como jugador, se convirtió en el entrenador del equipo de su universidad, Simon Fraser, en 1988. En 1995, cuando los Vancouver Grizzlies debutaron, se transformó en el director de Relaciones con la Comunidad del equipo, y trabajó como comentarista de las transmisiones de sus partidos. En 1998, Triano tomó las riendas del equipo nacional de baloncesto canadiense, logró el séptimo puesto en Juegos Olímpicos de Sídney 2000, con un récord 5-2 y tras perder contra la selección de baloncesto de Francia por tan solo cinco puntos, en la etapa de cuartos de final.
Dos años después, se convirtió en el entrenador asistente de los Toronto Raptors, siendo el primer canadiense nativo en dirigir en la NBA. Trabajó bajo las órdenes de Lenny Wilkens, Kevin O'Neill, y Sam Mitchell. En 2005, fue reemplazado por Leo Rautins del puesto de entrenador del equipo nacional canadiense.
En el 2008 fue designado como segundo entrenador de la selección de los EE. UU. El 13 de febrero de ese mismo año dirigió un partido de los Toronto Raptors en sustitución del ausente Sam Mitchell ganando a los New Jersey Nets por 109 a 91 y así siendo el primero canadiense en ser entrenador de un partido de la temporada regular de la NBA.
El 3 de diciembre fue nombrado como primer entrenador interino de los Toronto Raptors, tras el despido de Sam Mitchell. Fue el primer canadiense nativo en ser entrenador en la NBA. En los últimos tres partidos de la temporada Triano llevó a los Raptors a un récord de 9 victorias y 4 derrotas. Su contrato fue ampliado por tres años el 12 de mayo de 2009.
El 1 de junio de 2011 los Toronto Raptors anunciaron que Triano ya no sería el entrenador del equipo pero que ocuparía otro cargo dentro de la institución.
El 17 de agosto de 2012, fue nombrado técnico asistente de Portland Trail Blazers. La semana siguiente, también fue nombrado entrenador principal de la selección canadiense, por segunda vez en su carrera.
Tras cuatro años en Portland, el 18 de mayo de 2016, sería asistente técnico en Phoenix Suns.
El 24 de mayo de 2018, se anuncia su contratación por los Charlotte Hornets como técnico asistente.
En mayo de 2022, se une al cuerpo técnico de Mike Brown en los Sacramento Kings.

## Vida personal
Nació en Tillsonburg, Ontario , y se crio en Niagara Falls, Ontario.
Su apellido Triano tiene origen italiano. Lo recibe a partir de su bisabuelo, quien llegó a la Isla Ellis y de ahí se trasladó a Welland, Ontario. Su hermano menor Jeff, fue elegido por los Toronto Maple Leafs en el draft de la NHL de 1982.